# Сагна
Сагна (рум. Sagna) — село у повіті Нямц в Румунії. Входить до складу комуни Сагна.
Село розташоване на відстані 290 км на північ від Бухареста, 48 км на схід від П'ятра-Нямца, 48 км на південний захід від Ясс.

## Населення
За даними перепису населення 2002 року у селі проживали 3565 осіб. Усі жителі села рідною мовою назвали румунську.
Національний склад населення села:
| Національність | Кількість осіб | Відсоток |
| -------------- | -------------- | -------- |
| румуни         | 3553           | 99,7%    |
| цигани         | 12             | 0,3%     |